# Zelenomodré krajiny
Zelenomodré krajiny (čínsky v českém přepisu čching-lü šan-šuej, pchin-jinem qīng-lǜ shān-shuǐ, znaky zjednodušené 青绿山水, tradiční 青

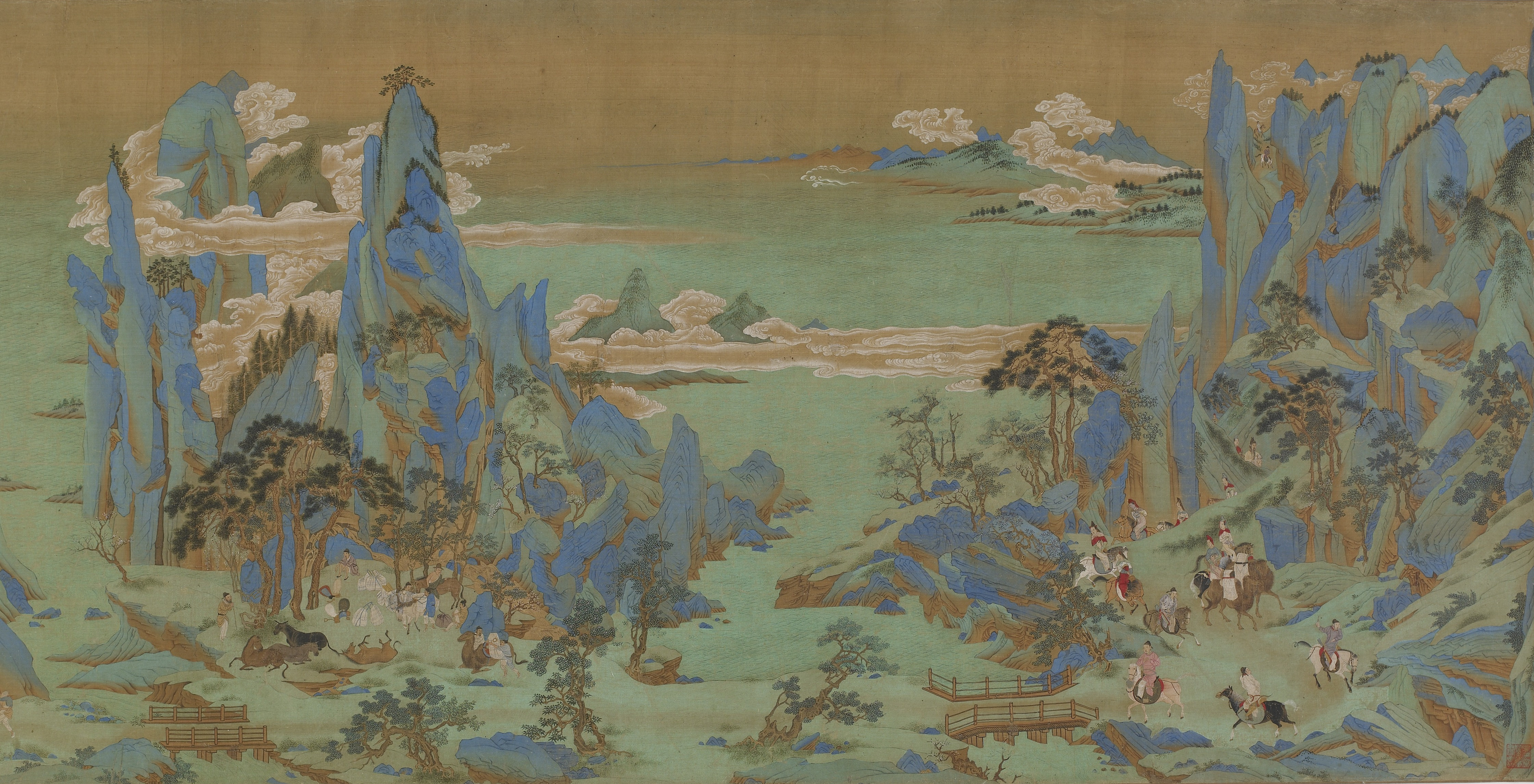
Putování císaře Ming-chuanga do S’-čchuanu, pozdně mingská kopie díla Čchiou Jinga (1494–1552)

綠山水) je tradiční čínský žánr krajinomalby nazvaný podle převládajících barev – zelené a modré, případně smaragdové a zlaté.
Tradičně za zakladatele žánru považován tchangský malíř Li S’-sün (651–716). Před tchangskou dobou byla v čínské malbě krajina pouze pozadí pro postavy nebo budovy a krajinomalba neexistovala jako samostatný žánr. Li S’-sün a jeho synové zdokonalili malířské techniky a definitivně zformulovali styl krajinomalby, v čínštině doslovně „hory a voda“ (šan-šuej), čemuž odpovídala i barevnost obrazů – zelená a modrá, případně zlatá a smaragdová.